# آدریانو گالیانی
آدریانو گالیانی (به ایتالیایی: Adriano Galliani) (زاده ۳۰ ژوئیه ۱۹۴۴ در مونزا، ایتالیا)، کارآفرین ایتالیایی است که از سال ۱۹۸۶ تا ۲۰۱۷ به عنوان نائب رئیس و مدیر عامل میلان مشغول به کار بود. در طول دوران مدیریت وی میلان ۵ بار لیگ قهرمانان اروپا و ۸ بار اسکودتو را فتح کرده‌است. در طی این دوران ۶ بازیکن از میلان، توپ طلای اروپا را کسب کرده‌اند.
در سال ۲۰۱۱، او به تالار مشاهیر فوتبال ایتالیا راه یافت.
در آوریل ۲۰۱۶، گالیانی یکی از افراد برجسته ایتالیایی بود که در افشاگری اسناد پاناما از او نام برده شد.
در سال ۲۰۱۸، گالیانی به عنوان رئیس باشگاه مونتسا، باشگاه فوتبال متعلق به سیلویو برلوسکونی منصوب شد. در ژانویه سال ۲۰۱۹، او به جهت تکمیل انتقال ۳۰ بازیکن تنها در یک ماه، در سرتیتر رسانه‌ها قرار گرفت.